# Унтершлайсхайм
Унтершлайсхайм (Унтершляйсхайм, нем. Unterschleißheim) — город и городская община  в Германии, в Республике Бавария.
Подчинён административному округу Верхняя Бавария. Входит в состав района Мюнхен. Население составляет 26416 человек (на 31 декабря 2010 года). Занимает площадь 14,93 км². Региональный шифр — 09 1 84 149. Местные регистрационные номера транспортных средств (коды автомобильных номеров) (нем. Kraftfahrzeugkennzeichen) — M.

## Население
По оценке на 31 декабря 2015 года население  общины составляет 28 051 человек.
| Дата      | 1840 | 1871 | 1900 | 1925 | 1939 | 1950 | 1961 | 1970 | 1987  | 2011  |
| --------- | ---- | ---- | ---- | ---- | ---- | ---- | ---- | ---- | ----- | ----- |
| Население | 180  | 316  | 376  | 468  | 1718 | 3062 | 5449 | 7317 | 21017 | 25872 |

| Год       | 1960 | 1970 | 1980  | 1990  | 2000  | 2009  | 2010  | 2011  | 2012  | 2013  | 2014  | 2015  |
| --------- | ---- | ---- | ----- | ----- | ----- | ----- | ----- | ----- | ----- | ----- | ----- | ----- |
| Население | 5460 | 7780 | 16251 | 24180 | 25633 | 26542 | 26416 | 25937 | 26155 | 26363 | 26744 | 28051 |

## Города-побратимы
- Зеленоград, Россия
- Лука, Тюрингия, Германия
- Ле-Крес, Франция
- Зенгоалья-Киштекшег, Венгрия
- Красноярск, Россия (2008—2009)[7]